# Красковская (муниципальное образование «Никольское»)
Красковская — деревня в Шенкурском районе Архангельской области. Входит в состав муниципального образования «Никольское».

## География
Деревня расположена в южной части Архангельской области, в таёжной зоне, в пределах северной части Русской равнины, в 12,5 километрах на северо-запад от города Шенкурска. Ближайшие населённые пункты: на западе деревня Арефинская, на востоке деревня Васильевская.
Часовой пояс
Красковская, как и вся Архангельская область, находится в часовой зоне МСК (московское время). Смещение применяемого времени относительно UTC составляет +3:00.

## Население
| 2002 | 2010 | 2012 |
| ---- | ---- | ---- |
| 13   | ↘12  | ↗15  |

## История
В «Списке населенных мест Архангельской губернии к 1905 году» деревня Красковская(Большой Дворъ) насчитывает 20 дворов, 75 мужчин и 89 женщин. В административном отношении деревня входила в состав Едемского сельского общества Великониколаевской волости.
На 1 мая 1922 года в поселении 34 двора, 69 мужчин и 96 женщин.